# General Lázaro Cárdenas (1953)
El Buque Tanque General Lázaro Cárdenas fue un buque petrolero mexicano de 7,751 toneladas que fue chatarreado en Tampico en 1965.

## Historial
Fue botado como buque petrolero para PEMEX con base en Tampico. Fue requisado por el gobierno inglés como parte de la indemnización debida a la expropiación petrolera. En 1940 fue gestionado por la compañía italiana Sociedad Cooperativa Garibaldi; en 1943 fue requisado por el gobierno de la Alemania nazi y en 1945 fue transferido al Reino Unido como compensación de guerra. En 1953 tras un largo litigio el gobierno mexicano lo recuperó para PEMEX que lo rebautizó como General Lázaro Cárdenas. En noviembre de 1965 fue chatarreado en Tampico.